# Хронологія іллірійської історії

Карта іллірійських племен у античності

Іллірійці ( дав.-гр. Ἰλλυριοί, Illyrioi ; лат. Illyrii   ) — група індоєвропейськомовних народів, які у античності населяли західний Балканський півострів. Вони становили одне з трьох основних палео-балканських популяцій, поряд з фракійцями та греками.

## Хронологія
- Енчелії під керівництвом Кадма виступили проти іллірійців в Іллірії, що закінчилося поразкою іллірійців [1]

### 20 сторіччя до н.е.
- Близько 2000 р. до н.е. протоіллірійська культура починає формуватися, коли на території корінних дунайських землеробів вторглися воїни-пастухи, які належали до ямної культури з плато Фригія. Вони населяють західну половину Балканського півострова.[2]

### 12 сторіччя до н.е.
- У 1200 році до нашої ери (або, можливо, раніше) деякі іллірійці починають рух до Галлії, Іспанії, Англії, Північної та Центральної Італії, Польщі та навіть Скандинавії.[3]

### 10 сторіччя до н.е.
- 1000 р. до н.е., іллірійці видобували сіль у Гмундені, нинішня Австрія; до 900 р. до н.е. вони втратили свої срібні копальні в Оберцайрінг через кельтів.

### 8 сторіччя до н.е.
- У 800 році до нашої ери іллірійська культура починає процвітати на узбережжях Адріатики з центром у Глазінаці та Шкодре.
- 735 рік до нашої ери Лібурни покидають Корфу під тиском коринфського правителя Герсікрата. Перша зареєстрована битва між іллірійцями та греками.

### 7 сторіччя до н.е.
- 691 рік до нашої ери Перше іллірійське вторгнення у Македонію після погіршення стосунків з ними.[4]
- ? е. Гауларос, правитель держави Таулантії, веде війну з македонянами.[5]
- 628 рік до нашої ери Лібурни, вигнані з Дурреса корінтянами, яких запросили на допомогу сусідні Таулантії
- 602 рік до нашої ери Філіп I Македонський був убитий іллірійцями у битві

### 6 сторіччя до н.е.
- 524 рік до нашої ери Етруски перемагають лібурнів, щоб відкрити торгові шляхи до Егейського моря.
- 524 рік до нашої ери Аристодем Кумський розбиває союзні даунські та етруські війська
- 511 рік до нашої ери Перси під керівництвом Мегабаза перемагають пеонійців і департують два їхні племена до Дарія в Азію.
- 500 рік до нашої ери Початок тарентійсько-япігійських воєн закінчується поразкою япігійців

### 5 сторіччя до н.е.
- 490 рік до нашої ери Тарентинці перемагають мессапян
- 466 рік до нашої ери Таранто знову переможений япігійцями [6]
- 460 рік до нашої ери Конкурентна торгівля призводить до знищення Троніона Аполлонією
- 460 рік до нашої ери Опис Япігів падає в битві проти Таранто
- 440 рік до нашої ери Бріндіді і Туррії вступають у союз проти Таранто
- 436 рік до нашої ери Таулантії атакують місто Епідамнос, сприяючи початку Пелопоннеської війни
- 433 рік до нашої ери Месапсько-турійська перемога над луканцями в Сибарі лежала [7]
- 432 рік до нашої ери Месапсько-турійські війська успішно відбили чергове вторгнення луканців в ущелину Краті
- 430 рік до нашої ери Грабус з королівського дому Грабеїв вступає в союз з Афінами
- 429 рік до нашої ери Агріан стає підвладним Одриському царству
- 424 рік до нашої ери Автарітаї розширюють свою територію, витісняючи фракійських трибалів на схід до західної Сербії та Болгарії [8]
- 423 рік до нашої ери Іллірійці та лінкестійці змушують македонян бігти, а спартанців — втекти під час Пелопоннеської війни ( Битва при Лінкестісі ) [9][10]
- 418 рік до нашої ери Артас зробив проксенос Афін, коли почалися операції на Сицилії
- 413 рік до нашої ери Артас постачає Афінам сто п'ятдесят списометників для війни проти Сіракуз.

### 4 сторіччя до н.е.
- 399 рік до нашої ери Новий конфлікт розвивається між Сіррасом і Архелаєм I Македонським через справу Лінкестійців
- 393 рік до нашої ери Дарданці керують Македонією через маріонеткового царя після перемоги над Амінта III Македонським під керівництвом Аргея II
- 392 рік до нашої ери Амінта III в союзі з фессалійцями відбирає Македонію під свою владу у дарданців
- 385 рік до нашої ери Барділліс здійснює набіг на Епір після перемоги над моллосійцями
- 385 рік до нашої ери Агесилай Спарти відганяє дарданців під керівництвом Барділліса, виганяючи їх з Епіру
- 360 рік до нашої ери Арімбас з моллосів перемагає іллірійців після того, як вони здійснили набіг і пограбували Епір
- 360 рік до нашої ери Племена південних пеонів здійснюють набіги на Македонію на підтримку іллірійського вторгнення
- 359 рік до нашої ери Смерть Агіса привела до підпорядкування Пеонської держави Македонії
- 359 рік до нашої ери Пердикка III Македонський убитий у спробі відвоювати Верхню Македонію
- 358 рік до нашої ери Філіп II Македонський перемагає іллірійців. Ймовірно, Барділліс загинув під час битви у віці 90 років. Іллірійці вимагали миру.
- 356 рік до нашої ери Ліккей приєднується до антимакедонської коаліції на чолі з Афінами, до якої входить Грабос
- 356 рік до нашої ери Парменіо дивує Грабоса поразкою, перш ніж він зміг зібратися зі своїми союзниками в Афінах, Фракії та Пеонії.
- 352 рік до нашої ери Агріан стає союзниками Філіпа II
- 344 рік до нашої ери Каєрія втрачає життя в битві проти Кінани, а її армія зазнає поразки
- 344 рік до нашої ери Після поразки Плеврата I проти Філіпа II держава Таулантії обмежена землями вздовж Адріатики.
- 337 рік до нашої ери Плевріасу майже вдається вбити Філіпа II під час його балканських походів
- 335 рік до нашої ери Олександр Македонський підпорядковує іллірійські держави, перемігши Кліта і Главкія в битві при Пеліі
- 335 рік до нашої ери Перша частина Іллірійського повстання закінчується невдачею та поразкою Плевріаса
- 323 рік до нашої ери Кінана  (іллірійка за походженням), веде македонську армію до перемоги над іллірійцями
- 317 рік до нашої ери Главкій вступає в союз з грецькими колоніями, в той час як Кассандр потроху слабшає
- 312 рік до нашої ери Акротат зі Спарти допомагає Главкію ліквідувати македонський гарнізон в Аполлонії
- 312 рік до нашої ери За допомогою Коркіри Глауцій отримує контроль над Епідамном
- 310 рік до нашої ери Після безперервних міграцій і конфліктів кельтів держава Автарітавів припиняє своє існування
- 307 рік до нашої ери Главкій вторгається в Епір і встановлює Пірра як царя

### 3 сторіччя до н.е.
- 280 рік до нашої ери Кельти вторгаються на Балканський півострів, перетинаючи територію Дардану та Пеонії в Македонію та Грецію, досягаючи Фермопіл до 279 р. до н.е. Дарданські благання про допомогу залишилися без відповіді македонського царя Птолемея Керауна.
- 279 рік до нашої ери Кельти зазнали поразки після набігу на Дельфи грецькою коаліцією. Вони поспішно відступають на північ. По дорозі вони переслідуються дарданцями і втрачають більшу частину награбованого. Автаріатаїв поглинули кельти.
- 231 рік до нашої ери Агрон, цар Ардієїв, посилає свій флот, щоб позбавити акарнанського міста Медеон від облоги целійців. Його армія несе велику перемогу
- 230 рік до нашої ери Лонгар, цар дарданців, захоплює Білазору у пеонців
- 230 рік до нашої ери Королева Теута починає свій піратський похід із захоплення столиці Епіроту Фініки
- 229 рік до нашої ери Іллірійські та акарнанські кораблі розгромили об’єднаний целійський та ахейський флот біля острова Паксос
- 229 рік до нашої ери Іллірійський полководець Деметрій з Фароса займає острів Коркіра, але незабаром воліє передати його римлянам.
- 229 рік до нашої ери Початок Першої Іллірійської війни, римляни вперше перетнули Адріатику у відповідь на погрози Теути римським торговим шляхам.
- 228 рік до нашої ери Іллірійці зазнають багаторазових поразок від римлян. Кінець Першої Іллірійської війни
- 220 рік до нашої ери Початок Другої Іллірійської війни, коли Деметрій Фароський створює новий Іллірійський флот і порушує римсько-Іллірійський договір, атакуючи міста Егейського моря.
- 219 рік до нашої ери Емілій Паул командує римськими арміями проти іллірійців під керівництвом Деметрія Фароса, завдаючи численних поразок іллірійців. Це змушує Деметрія втекти до Македонії, таким чином завершивши Другу Іллірійську війну
- 218 рік до нашої ери Скерділайда, союзник Македонії, допомагає Філіппу під час громадянської війни.[11]

### 2 сторіччя до н.е.
Крах південних іллірійських народів і початок римських походів проти внутрішніх районів Іллірій
- 183 рік до нашої ери Філіп V Македонський укладає союз з бастарнами, щоб оселитися на території Дарданів і знищити дарданців. План Філіпса зазнає невдачі, Бастарни здійснюють набіг на дарданську територію, але не заселяються і повертаються назад.
- 181 рік до нашої ери Безуспішно намагання Істрії перешкодити римлянам побудувати Аквілею. Незабаром після цього Епулон стає правителем Істрів і об'єднує більшу частину Істрії, що править з Незакцію.
- 180 рік до нашої ери Далматини оголошують себе незалежними від правління Генція, царя Ардіїв.
- 177 рік до нашої ери Півострів Істрія захопили римляни, тимчасово змінивши маршрут річки, яка захищала твердиню Епулона Незакцію і забезпечувала її водою. Останній бій Істрів.
- 170 рік до нашої ери Генцій і Персей з Македонії починають створювати союз для протидії римлянам
- 168 рік до нашої ери Римляни перемагають Генція в столиці Ардієї Скодри, поклавши край Іллірійському королівству. Царя Генція привозять до Риму у яксоті полоненого
- 155 рік до нашої ери Римляни знищують столицю Далмації Дельмініум
- 119 рік до нашої ери Паннонці розгромили римляни в Сісії (Сісції)

### 1 сторіччя до н.е.
- 76 рік до нашої ери Остаточна поразка далматинів із захопленням міського порту Салони
- 51 рік до нашої ери Дельмати перемагають лібурнів, основних союзників та партнерів Риму на Адріатиці. Через цей конфлікт Дельмати приєднаються до Помпея в громадянській війні, а лібурни підтримають Цезаря своїми флотами. Яподи використовують всю ситуацію, щоб вислизнути з-під контролю Риму і припинити платити данину на кілька десятиліть.
- 49 рік до нашої ери Лібурнські громади виступають з різних сторін у громадянській війні проти Цезаря та Помпея біля острова Крк
- 48 рік до нашої ери Корніфік і Габін потрапили в засідку далматів під час повернення з походу [12]
- 39 рік до нашої ери Гай Асіній Полліон виступив проти Партені, у результаті - поразка іллірійців [13]
- 35 рік до нашої ери Октавій виступив проти паннонців у Сісії, у результаті - поразка іллірійців [14]
- 34 рік до нашої ери Япіди остаточно завойований римлянами під керівництвом Октавія Августа.
- 9 рік до нашої ери Тіберій (з 12 р. до н. е.) і Скордиски виступили проти іллірійців у Далмації, що закінчилось поразкою іллірійців [15][16]

### 1 сторіччя н.е.
- 6 рік нашої ери Дезиціати під керівництвом свого правителя Батона I починають Велике іллірійське повстання, також відоме як "Bellum Batonianum". Після перших успіхів проти римлян повстання поширюється.
- 7 рік нашої ери Цецина Север перемагає Десітіата і Бревкія. Незважаючи на свою поразку, іллірійці пізнніше завдають важких втрат у битві під Сірмієм, а ще пізніше зміцнюються, коли до повстання приєднується більше іллірійських племен.
- 7 рік нашої ери Трьох римських полководців і легіонерів послали, щоб розгромити величезну іллірійську армію
- 8 рік нашої ери Батон II віддає свої війська Тіберію
- 9 рік нашої ери Після запеклих боїв Бато I капітулював перед римлянами, знаменуючи останню спробу Іллірійської незалежності

## Дивись також
- Іллірія
- Іллірійське королівство